# Fremantle Football Club
El Fremantle Football Club és un club professional de futbol australià australià de la ciutat de Fremantle, als afores de Perth, que disputa l'Australian Football League.

## Estadis
- Subiaco Oval (1995 - present)
- WACA Ground (1995 - 2000)
- Fremantle Oval (Entrenament)

## Palmarès
- Sense títols destacats